# Фалмер (стадіон)
«Фалмер» (англ. «Falmer Stadium», спонсорська назва — англ. «American Express Community Stadium») — футбольний стадіон у селі Фалмер поблизу унітарної одиниці Брайтон і Гоув у графстві Східний Сассекс, Англія. Є домашнім стадіоном клубу «Брайтон енд Гоув Альбіон». Відкритий 2011 року, вміщує 30 750 глядачів.